# ニュース映画製作者連盟
社団法人ニュース映画製作者連盟（ニュースえいがせいさくれんめい）は、かつて存在した内閣府所管の社団法人である。

## 概要
- 所在：東京都品川区東五反田2丁目14番1号
- 設立：1966年2月24日
- 会長：仁科邦男
  - 歴代 : 
    1. 田口助太郎 （1966年2月 - 1977年1月） - 読売映画社
    2. 藤井恒男 （1977年1月 - 1978年10月） - テレビ朝日映像
    3. 水町仁一 （1978年10月 - 1979年6月） - 読売映画社
    4. 佐々木叶 （1979年6月 - 1983年7月） - 毎日映画社
    5. 森田春夫 （1983年7月 - 1986年6月） - 読売映画社
    6. 磯貝喜兵衛 （1986年6月 - 1993年5月） - 毎日映画社
    7. 奥原和二 （1993年5月 - 1995年5月） - 読売映画社
    8. 田中浩	 （1995年5月 - 1996年5月） - 毎日映画社
    9. 白井泰二 （1996年5月 - ） - 日本映画新社
    10. 仁科邦男 - 毎日映画社

## 加盟企業
- テレビ朝日映像
- 毎日映画社
- 日本映画新社
- 読売映像
- 産経映画社
- 中日映画社